# Teresa Hurtado de Ory
Teresa Hurtado de Ory (Sevilla, España, 6 de mayo de 1983) es una actriz española conocida por haber participado en series de sobremesa de gran repercusión como Ciega a citas (serie de televisión) de Cuatro, Bandolera, de Antena 3, y La señora, de Televisión Española. En 2004 fue nominada al Goya como mejor actriz revelación por su trabajo en la película Astronautas, de Santi Amodeo.

## Biografía
Nacida en Sevilla en 1983, estudió Bachillerato artístico. En 2003 comenzó sus estudios en la Escuela Superior de Arte Dramático de Sevilla. Posteriormente se trasladó a Madrid para continuar sus estudios de interpretación en la escuela de Juan Carlos Corazza (2003-2007).
En 2003 fue seleccionada en un casting para protagonizar Astronautas, de Santiago Amodeo, por la que fue nominada como Mejor actriz revelación en los premios Goya 2004, lo que la dio a conocer e impulsó su carrera en cine y televisión.
Ha participado en diversas de las series de sobremesa más reconocidas de la ficción nacional en los últimos años, como La Señora (TVE) La Moderna (TVE), Bandolera (Antena 3). En 2014 le llegó su gran oportunidad cuando fue seleccionada para protagonizar la serie Ciega a citas de Cuatro. Hurtado interpretó a Lucía González durante las dos temporadas que la ficción estuvo en pantalla. Tras ese papel protagonista, también participó en otras producciones como La dama velada, El caso, El padre de Caín y Presunto culpable. Desde enero de 2019 es una de las protagonistas del drama médico de Televisión Española Hospital Valle Norte, donde interpreta a la neurocirujana Marta de la Hoz.

## Filmografía

### Largometrajes
| Año  | Título                                    | Personaje       | Dirección                |
| ---- | ----------------------------------------- | --------------- | ------------------------ |
| 2003 | Astronautas                               | Laura           | Santiago Amodeo          |
| 2006 | Calles de fuego                           | Ani             | Ismael Morillo           |
| 2006 | Va a ser que nadie es perfecto            | Patricia        | Joaquín Oristrell        |
| 2007 | Las 13 rosas                              | Victoria        | Emilio Martínez-Lázaro   |
| 2008 | No me pidas que te bese, porque te besaré | Helena          | Albert Espinosa          |
| 2009 | Marisol, la película                      | Marisol         | Manuel Palacios          |
| 2009 | Pagafantas                                | Chica discoteca | Borja Cobeaga            |
| 2012 | Todo es silencio                          | Mara            | José Luis Cuerda         |
| 2022 | Voy a pasármelo bien                      | Almudena        | David Serrano de la Peña |

### Cortometrajes
| Año  | Título               | Personaje | Dirección                       |
| ---- | -------------------- | --------- | ------------------------------- |
| 2004 | Coolness             |           | Daniel Rebner                   |
| 2007 | Identidad            |           | César Vallejo y José Fernández  |
| 2008 | Horóscopo            |           | Miguel A. Carmona               |
| 2011 | En la próxima parada | Carmen    | Luis Francisco Pérez            |
| 2011 | Meine Liebe          | Marta     | Ricardo Steimberg y Laura Pousa |
| 2014 | Ochentaycuatro       |           | David Luque                     |
| 2017 | Triunfadores         | Chica     | Joseba Alfaro                   |

### Series de televisión
| Año         | Título                      | Personaje            | Cadena        | Datos         |
| ----------- | --------------------------- | -------------------- | ------------- | ------------- |
| 2007 - 2008 | Cuenta atrás                | Rocío                | Cuatro        | 29 episodios  |
| 2010        | La Señora                   | Visitación           | La 1          | 26 episodios  |
| 2012        | Bandolera                   | Clara Campos         | Antena 3      | 35 episodios  |
| 2014        | Ciega a citas               | Lucía González Soler | Cuatro        | 140 episodios |
| 2015        | La dama velada              | Carlotta             | Telecinco     | 2 episodios   |
| 2015        | Números                     | Sara                 | Youtube       | 1 episodio    |
| 2016        | El Caso: Crónica de sucesos | Paloma García        | La 1          | 13 episodios  |
| 2016        | El padre de Caín            | Teresa               | Telecinco     | 1 episodio    |
| 2018        | Presunto culpable           | Susana Ortega        | Antena 3      | 13 episodios  |
| 2019        | Hospital Valle Norte        | Marta de la Hoz      | La 1          | 10 episodios  |
| 2020        | Pequeñas coincidencias      | Rubita               | Prime Video   | 2 episodios   |
| 2020        | Vergüenza                   | María                | Movistar+     | 5 episodios   |
| 2020        | Servir y proteger           | Elisa "Eli" Otero    | La 1          | 22 episodios  |
| 2021        | HIT                         | Lola                 | La 1          | 10 episodios  |
| 2023 - 2025 | La Moderna                  | Antonia              | La 1          | 358 episodios |
| 2024        | La ley del mar              | Loreto               | À Punt / La 1 | 3 episodios   |
| 2024        | Invisible                   | Madre de Kiri        | Disney+       | 2 episodios   |

### Teatro
- Vania (2017) de Anton Chejov.
- La función por hacer (2010) de Miguel del Arco y Aitor Tejada. Gira nacional.
- Las cuñadas (2008) de Michael Trembley, dirigida por Natalia Menéndez. Teatro Español de Madrid.

## Premios y nominaciones
| Año  | Certamen                                            | Categoría                               | Serie-Película-Obra | Resultado |
| ---- | --------------------------------------------------- | --------------------------------------- | ------------------- | --------- |
| 2004 | Premios Goya                                        | Mejor actriz revelación                 | Astronautas         | Nominada  |
| 2004 | Medallas del Círculo de Escritores Cinematográficos | Premio Revelación                       | Astronautas         | Nominada  |
| 2004 | Festival de Primavera de Lorca                      | Premio Paco Rabal a la Mejor actriz     | Astronautas         | Ganadora  |
| 2014 | Premios de la Unión de Actores                      | Mejor actriz protagonista de televisión | Ciega a citas       | Nominada  |